# Chiwei
Chiwei (kinesiska: 池尾) är ett stadsdelsdistrikt i sydöstra Kina. Det ligger i Puning i staden Jieyang i provinsen Guangdong, omkring 290 kilometer öster om provinshuvudstaden Guangzhou. Antalet invånare är 79 189. Befolkningen består av 37 532 kvinnor och 41 657 män. Barn under 15 år utgör 21,0 %, vuxna 15-64 år 73 %, och äldre över 65 år 4,0 %.